# La Païssa
|  | Per a altres significats, vegeu «La Païssa (Granera)». |

La Païssa és una gran masia al nord del terme municipal de Monistrol de Calders (Moianès) inclosa a l'Inventari del Patrimoni Arquitectònic de Catalunya. De planta irregular, la masia està formada per diversos cossos, i té capella pròpia, dedicada a Sant Narcís. Al llarg de tota la història ha estat una masia forta i important, d'on havien sortit regidors i batlles del terme tot al llarg de l'edat moderna. Els descendents d'aquesta masia, cognomenats Planell o de Planell, foren ciutadans honrats de Barcelona i, per tant, entraren a formar part de la petita noblesa catalana. Prop de la masia, al sud-est, hi havia un conjunt de tombes medievals, que fou excavat i estudiant en el seu moment, però després ha sofert l'abandonament fins a la total destrucció a causa d'haver estat adaptat el lloc per a una cleda de bestiar oví.

## Descripció
Masia situada dalt d'un turó; encarada a migdia. És un edifici de tres plantes, amb força complexitat arquitectónica, i amb moltes etapes de construcció. Uns murs tanquen, pel cantó de migdia, la masia, el barri, la capella, i altres cossos adossats, deixant dues portes d'entrada, una pel mas i les seves dependències, i l'altre per la capella. Sobresurt del conjunt arquitectònic una torre de defensa. Al 1792 s'adossà un cos a ponent; a proncipis del 1900 hi ha modificacions a la part nord i est, amb influències modernistes. Altres construccions posteriors a la part oest (corts, corrals...) Té finestres gotitzants. El material constructiu hi és variat; La part més antiga és pedra (bàsicament el cos residencial); hi ha sectors en reble i sectors amb maó.

### Capella de Sant Narcís

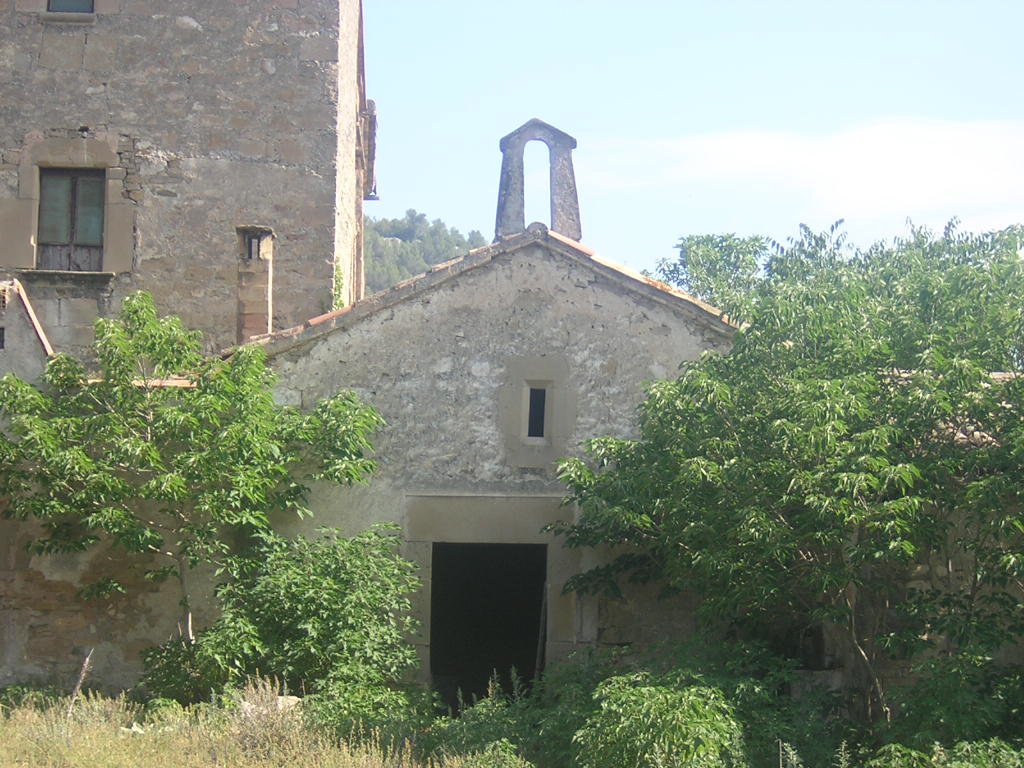
Sant Narcís de la Païssa

Sant Narcís de la Païssa és una capella al costat del mas, sense un estil gaire definit, d'una sola nau, petita i rectangular, i sense absis exempt. És al costat sud-est de la masia, fora del cos principal, amb porta exempta, però integrada en el recinte exterior.

### Camp de la Font
El Camp de la Font és un camp de conreu de cereals al nord-oest de la masia de la Païssa. Conté la font que subministrava aigua a aquesta masia. Aquest camp centra tot el sector nord-oest dels camps immediats a la masia, a la banda oposada a la Quintana de la Païssa.

### Font
La Font de la Païssa és una surgència a 480 metres d'altitud, al nord-oest de la masia de la Païssa, en el Camp de la Font.

### Les Vinyes
Les Vinyes de la Païssa és un paratge. De les vinyes que donaren nom al paratge, no en queda res, a part que l'indret està començant a ser destruït per l'ampliació de la propera pedrera de la Païssa. Les vinyes caigueren en desús i abandonament a mitjan segle xx, però en queden de testimoni nombroses barraques de vinya i parets de marge de pedra seca. Aquest paratge d'antigues vinyes és al nord de la masia de la Païssa.

### Pedrera
La Pedrera de la Païssa o Pedrera dels Gorgs Blaus és una antiga explotació d'extracció de pedra per a la construcció al terme municipal que al segle XXI serveix per a l'extracció de terra i grava per a la construcció, bàsicament pel descens de la qualitat de la pedra, que fou la primera activitats de la pedrera. És al nord de la masia de la Païssa i queda damunt i a ponent dels Gorgs Blaus.

### Quintana
La Quintana de la Païssa és la quintana de la masia de la Païssa.

## Història
Al mas s'hi observa obra des del segle xii fins al XIX. El topònim "La Pahissa" es troba ja en documentació del s. IX. Se sap que un fill de la Pahissa fou abat del monestir de Sant Benet de Bages al segle xii, i que en aquest temps es pagaven uns tributs al monestir de Santa Mª de l'Estany, per uns privilegis especials en forma de butlles.
Havia tingut una anterior capella, romànica, que va passar a ser presó, avui estable. La capella avui existent data del 1629, i era sota l'advocació de Sant Narcís. Al 1936 fou profanada.
El mas, avui casa de colònies, conservava una interessant decoració i mobiliari, i també documentació. Tradicionalment s'explica l'existència de la torre com a defensa de bandolers i posteriorment per les carlinades.